# Laps
Laps é uma comuna francesa na região administrativa de Auvérnia-Ródano-Alpes, no departamento Puy-de-Dôme. Estende-se por uma área de 7,13 km². Em 2010 a comuna tinha 607 habitantes (densidade: 85,1 hab./km²).